# Akšam-namaz
Akšam-namaz (ar. al-Maghrib, المغرب) jedan je od 5 dnevnih namaza u islamu koji se sastoji iz 5 rekata – 3 rekata farza i 2 rekata sunneta. Za razliku od drugih namaza, u akšam-namazu se farz klanja prije sunneta. U 5 dnevnih namaza akšam je 2. najkraći poslije sabah-namaza. Prema Kur'anu, Sudnji Dan će biti u petak, u vrijeme akšam-namaza. 

## Vrijeme
Akšam-namaz se obavlja od završetka ikindija-namaza, tj. onoga trenutka kada sunce zađe, sve do jacija-namaza.

## Farz (Akšam)
U džematu, hodža tj. predvodilac akšam-namaza, u farzu na prvome rekatu naglas uči Fatihu i suru, kao i na drugome. Treći rekat svi uče sami u sebi. 
Akšamski farz se sastoji od tri rekata. 
Prvi rekat: Subhaneke, Euza-Bismilla, Fatiha i sura po našoj želji.
Drugi rekat: Bismilla, Fatiha i sura po našoj želji.
Prvo sjedenje
Ettehijjatu
Treći rekat: Bismilla, Fatiha
Drugo sjedenje
Ettehijjatu, Salavati, dove i selam.

## Sunnet (Akšam)
Sunnet se sastoji iz dva rekata. Obavlja se kao farz, bez trećeg rekata i prvog sjedenja.
Prvi rekat: Subhaneke, Euza-Bismilla, Fatiha i sura po našoj želji.
Drugi rekat: Bismilla, Fatiha i sura po našoj želji.
Prvo sjedenje
Ettehijjatu, Salavati, dove i selam.